# Arthroleptis krokosua
Arthroleptis krokosua Ernst, Agyei & Rödel, 2008 è un anfibio anuro, appartenente alla famiglia degli Artroleptidi.

## Etimologia
L'epiteto specifico è stato dato in riferimento al luogo della scoperta di questa specie, le Krokosua Hills.

## Distribuzione e habitat
È endemica del Ghana. Si trova nelle riserve Krokosua Hills Forest Reserve e Sui River Forest Reserve, Ghana sudoccidentale.